# Cortes de Barcelona (1626)
Las Cortes de Barcelona de 1626 fueron presididas por el rey Felipe IV. Estas Cortes quedaron interrumpidas y las siguientes, en 1632, tuvieron el efecto de conclusión de estas. Eran las primeras, y únicas si se entienden las de 1632 como continuación, de Felipe IV que, como su padre Felipe III dilataba cada vez más los compromisos institucionales con Cataluña. 
El rey juró las constituciones catalanas, cosa que no había hecho desde su proclamación en 1621. De esta forma pudo sustituir a Joan Sentís i Sunyer, quien hasta este momento había sido virrey interino, puesto que el anterior virrey (Fernando Afán de Ribera) había sido rechazado por los catalanes cuando el rey pretendía delegar su juramento en él.
El rey vino acompañado de su valido el conde-duque de Olivares, quien consideraba que la autoridad y la reputación de la Monarquía Hispánica se había deteriorado y, por tanto, proponía un plan de reformas encaminadas a reforzar el poder real y la unidad de los territorios que reinaba, con vistas a un mejor aprovechamiento de los recursos al servicio de la política exterior, especialmente a través de la Unión de Armas. En síntesis, la Unión de Armas era una aportación obligatoria de hombres y dinero por parte de los diferentes territorios en favor de la Corona.
Los meses anteriores a estas Cortes habían tenido lugar las Cortes Valencianas en Monzón y las Cortes de Aragón en Barbastro y en ambas el plan de la Unión de Armas de Olivares había sido rechazado. Después de veintisiete años sin Cortes, Felipe IV pretendía pedir un servicio de una magnitud sin precedentes. Además, durante este periodo, la represión de los virreyes a costa de la persecución del bandolerismo había sido intenso y algunos de los nobles presentes en las Cortes habían perdido su castillo, derribado por orden de los Alburquerque o Fernando Afán de Ribera.
En las Cortes se trataban los "temas del Principado" y los "temas del rey", por este orden. Después de veintisiete años sin poder legislar ni tener oportunidad para presentar agravios o disentimientos por parte de los diputados, la lista era infinita. Por otro lado, tanto al rey como al conde-duque el procedimiento de las cortes catalanas les parecía lento y con demasiada capacidad de bloqueo por parte de los brazos.
Cuando llevaban más de un mes solo para la presentación, discusión y aprobación de los disentimientos, el rey fijó un término de una semana para acabar con este punto y pasar a tratar los temas suyos, es decir, el plan de la Unión de Armas. Felipe IV intentaba conseguir el objetivo de Olivares, que suponía unos 16 000 hombres pero también intentaba conseguir un excusado que el brazo eclesiástico se negaba a pagar e insistía en la imposición del quinto. En total un subsidio de 250 000 libras anuales, para un periodo de quince años. Sin embargo, el tiempo pasaba y el rey decidió marchar precipitadamente.
Estas Cortes y su interrupción sentaron un conflicto en las relaciones entre la Corona y Cataluña, y por tanto al fracaso de los propósitos que las habían inspirado.